# Cyphostemma obovato-oblongum
Cyphostemma obovato-oblongum är en vinväxtart som först beskrevs av De Wild., och fick sitt nu gällande namn av Descoings och Wild & R. B. Drumm.. Cyphostemma obovato-oblongum ingår i släktet Cyphostemma och familjen vinväxter. Inga underarter finns listade i Catalogue of Life.